# Semanding (Pagu)
Semanding is een bestuurslaag in het regentschap Kediri van de provincie Oost-Java, Indonesië. Semanding telt 3728 inwoners (volkstelling 2010).